# デイリーマート

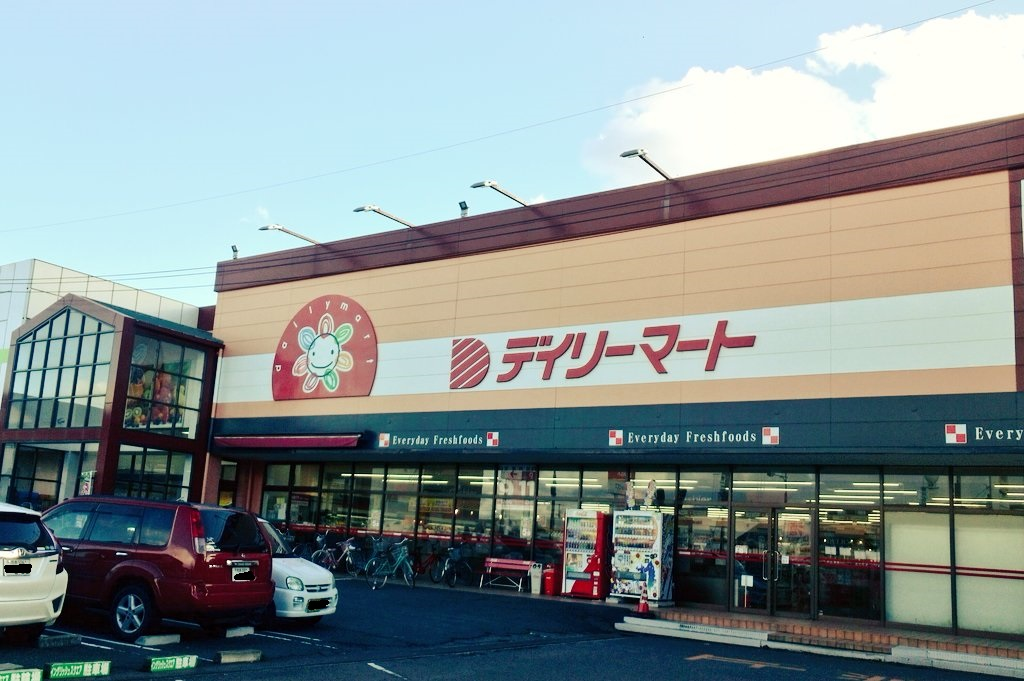
デイリーマート田宮店（閉店）

株式会社デイリーマートは、徳島県美馬市脇町に本社を置く、徳島県でスーパーマーケットを展開する小売業者である。

## 概要
水産乾物店として創業。1985年、徳島県美馬郡美馬町（当時）にスーパーマーケットの1号店をオープン以来、徳島県西部地域を中心に出店してきた。

## 沿革
- 1985年 - 創業[1]。
- 2011年 - CGCグループに加盟（既に脱退）。
- 2015年11月17日 - 広島県広島市に本社を置くスーパーマーケットイズミが全株式を取得し、同社の完全子会社となる[5]。
- 2016年3月 - 本社を美馬店内から脇町店内へ移転。

## 店舗
2019年7月時点で、徳島県内に7店舗を持つ。羽ノ浦店（阿南市）以外の店舗は吉野川の流域にある。